# Acétylacétonate de gallium
L’acétylacétonate de gallium est un composé chimique de formule Ga(C5H7O2)3, parfois abrégé Ga(acac)3, où (acac) représente un ligand acétylacétonate C5H7O2−. Il s'agit d'un complexe de coordination du gallium à l'état d'oxydation +3 présentant une symétrie moléculaire D3 isomorphe des autres tris(acétylacétonate)s octaédriques.
Il est possible de déposer des couches minces d'oxyde de gallium(III) Ga2O3 par atomic layer deposition en associant de l'acétylacétonate de gallium Ga(C5H7O2)3 avec de l'eau H2O ou de l'ozone O3 comme précurseurs. Ga(C5H7O2)3 peut également être utilisé avec l'ammoniac NH3 pour la croissance à basse température de nanofils de nitrure de gallium de haute pureté,.